# KYE Systems
La KYE Systems Corp. (in cinese: 昆盈企業股份有限公司) è un'azienda taiwanese produttrice di dispositivi per computer e l'elettronica di consumo.

## Storia e generalità
Fondata nel 1983 produce con il marchio Genius e per conto terzi, dispositivi informatici (mouse, tastiere e webcam), card reader e dispositivi audio (altoparlanti e cuffie).